# 히로하타역
히로하타역(일본어: 広畑駅, ひろはたえき)은 일본 효고현 히메지시 히로하타 구에 있는 산요 전기철도 아보시 선의 역이다. 역 번호는 SY 53이다.

## 역 구조
상대식 승강장 2면 2선의 지상역이다. 하행선은 일선 스루이다. 아보시 선이 단선이기 때문에 아침 저녁은 교행이 실시된다. 역사는 아보시 행 승강장 동단(시카마 방향)에 있고, 시카마 방향 승강장과는 구내 건널목에서 이어진다. 자동 개찰을 갖춘 무인역이며, 역무원은 정기적으로 순회한다.

### 승강장
| 역사측 | ■ 아보시 선(하행) | 아보시 행                     |
| 반대측 | ■ 아보시 선(상행) | 시카마・히메지・산노미야 방면 |

## 역 주변
역의 500m 남쪽에는 신일본 제철 주금 히로하타 제철소 정문이 있고 역 동쪽에서 히로하타 구를 남북으로 뻗어 쇼몬도리로 불리는 도로와 면한다.
- 히로하타 시민 센터
- 히메지 보건 센터
- 히메지 시립 도서관 히로하타 분관
- 히메지 히로하타 우체국
- 미쓰이 스미토모 은행 히로하타 지점
- 히메지 시립 히로하타 중학교
- 히메지 시립 히로하타 제2초등학교
- 국도 제250호선(하마 국도)

## 역사
- 1940년 12월 23일: 아보시 선이 유메사키가와 역에서 연장되어 그 종점인 닛테쓰마에역으로 임시역으로 영업 개시.
- 1941년 4월 27일: 아보시 선의 전철 덴마 역(현재의 산요텐마 역)까지 연장됨에 따라, 히로하타역으로 변경되고 현재위치로 이전, 중간역이 됨.

## 인접역
| 산요 전기철도 ■ 아보시 선      | 산요 전기철도 ■ 아보시 선 | 산요 전기철도 ■ 아보시 선      |
| ------------------------------ | ------------------------- | ------------------------------ |
| SY 52 유메사키가와 시카마 방면 |                           | 산요텐마 SY 54 산요아보시 방면 |